# 荒尾成緒
荒尾 成緒（あらお なりつぐ）は、江戸時代後期の鳥取藩家老。米子荒尾家9代。10代清心斎成裕の養父。

## 経歴
寛政7年（1795年）、鳥取藩家老荒尾成尚の長男として生まれる。
文政元年（1818年）8月、父の隠居により家督相続し、米子城代となる。文政2年（1819年）8月、初めて米子入りして1か月あまり滞在した。米子入りの行列は壮麗を極め、その評判は鳥取城下にまで聞こえた。特に、行列の所持する弓が、国主・城主にのみ許された「白藤巻の御弓」であったことは人々を驚かせ、着座筆頭荒尾家の藩内での権勢を示す出来事であった。
文政9年（1826年）10月、家老となる。文政10年（1827年）4月、内匠介と改名する。嘉永元年（1848年）6月、藩主池田慶行が早世する。7月、江戸に出府し、養子として御家相続が決まった慶栄を加賀藩邸より迎える。嘉永3年（1850年）12月、新藩主となった慶徳の将軍徳川家慶面前での元服の際に、ともに登城し将軍に拝謁する。
嘉永4年（1851年）9月、隠居して家督を養子の成裕（弟荒尾成孝の子）に譲る。文久2年（1862年）10月3日死去。享年66。